# Zebop!
Zebop! é o décimo primeiro álbum de estúdio da banda americana Santana, lançado em Abril de 1981 e chegou a 9ª posição nas paradas da Billboard.

## Faixas
| N.º | Título                     | Música                                     | Duração |  |
| 1.  | "Changes"                  | Cat Stevens                                | 4:27    |  |
| 2.  | "E Papa Ré"                | Santana, Baker, Margen, Vilato, Ligertwood | 4:32    |  |
| 3.  | "Primera Invasion"         | Lear, Margen, Pasqua, Santana              | 2:08    |  |
| 4.  | "Searchin'"                | Ligertwood, Santana, Solberg               | 3:54    |  |
| 5.  | "Over and Over"            | Meyers                                     | 4:46    |  |
| 6.  | "Winning"                  | Russ Ballard                               | 3:28    |  |
| 7.  | "Tales of Kilimanjaro"     | Pasqua, Peraza, Rekow, Santana             | 3:24    |  |
| 8.  | "The Sensitive Kind"       | J.J. Cale                                  | 3:32    |  |
| 9.  | "American Gypsy"           | Ballard, Lear, Ligertwood                  | 3:39    |  |
| 10. | "I Love You Much Too Much" | Olshanetsky, Raye, Towber                  | 4:43    |  |
| 11. | "Brightest Star"           | Ligertwood, Santana                        | 4:49    |  |
| 12. | "Hannibal"                 | Ligertwood, Pasqua, Rekow, Santana         | 3:41    |  |

## Paradas
Alguns singles do álbum figuraram na Billboard Mainstream Rock e na Billboard Hot 100:
| Ano  | Single               | Chart             | Posição |
| ---- | -------------------- | ----------------- | ------- |
| 1981 | "Changes"            | Mainstream Rock   | 45      |
| 1981 | "Searchin'"          | Mainstream Rock   | 26      |
| 1981 | "Winning"            | Mainstream Rock   | 2       |
| 1981 | "Winning"            | Billboard Hot 100 | 17      |
| 1981 | "The Sensitive Kind" | Billboard Hot 100 | 56      |